# Nurudeen Orelesi
Nurudeen Orelesi (Lagos, Nigeria, 10 de abril de 1989) es un futbolista nigeriano. Juega de mediocampista y su equipo actual es el Vllaznia de la Superliga de Albania.

## Selección
- Ha sido internacional con la Selección de Nigeria en 1 ocasión.
- Ha sido internacional con la Selección Sub-20 en 4 ocasiones anotando 1 gol.

## Clubes
| Club                | País      | Año           |
| ------------------- | --------- | ------------- |
| ECO FC Lagos        | Nigeria   | 2009          |
| NK Bonifika Izola   | Eslovenia | 2009 - 2010   |
| FK Dinamo Tirana    | Albania   | 2010 - 2011   |
| Skënderbeu Korçë    | Albania   | 2011 - 2014   |
| Metalurh Zaporizhya | Ucrania   | 2014 - 2016   |
| Skënderbeu Korçë    | Albania   | 2016-2017     |
| KF Vllaznia         | Albania   | 2017-2018     |
| Vllaznia            | Albania   | 2018-presente |